# Carlo Duse
Carlo Duse (5 de enero de 1899 – 9 de septiembre de 1956) fue un actor y guionista cinematográfico de nacionalidad italiana.

## Biografía
Su nombre completo era Carlo Artemio Vittorio Duse, y nació en Údine, Italia, en el seno de una familia de artistas. Su prima era la actriz Eleonora Duse. Él se inició en el teatro siendo joven, en las compañías de Virgilio Talli, Maria Melato, Antonio Gandusio y, más adelante, en las de Ermete Zacconi, Dina Galli y Amedeo Chiantoni, también trabajando como autor de comedias.
Duse debutó en el cine mudo en 1926 actuando en el film histórico Gli ultimi giorni di Pompei, dirigido por Carmine Gallone y Amleto Palermi.
Solo a inicios de la década de 1930 prevaleció su trabajo como intérprete cinematográfico, sobre todo como actor de carácter, encarnando principalmente a personajes malvados y despiadados. 
Su carrera duró hasta el momento de su fallecimiento, ocurrido en 1956 en Roma, Italia.

## Filmografía
| - Gli ultimi giorni di Pompei, de Carmine Gallone y Amleto Palermi (1926) - Cento di questi giorni, de Mario Camerini (1933) - Villafranca, de Giovacchino Forzano (1934) - La cieca di Sorrento, de Nunzio Malasomma (1934) - Teresa Confalonieri, de Guido Brignone (1934) - L'ultimo dei Bergerac, de Gennaro Righelli (1934) - Aurora sul mare, de Giorgio Simonelli (1935) - Campo di maggio, de Giovacchino Forzano (1935) - Le scarpe al sole, de Marco Elter (1935) - Re burlone, de Enrico Guazzoni (1935) - Amo te sola, de Mario Mattoli (1935) - Ginevra degli Almieri, de Guido Brignone (1935) - Musica in piazza, de Mario Mattoli (1936) - Tredici uomini e un cannone, de Giovacchino Forzano (1936) - Condottieri, de Luis Trenker (1937) - Scipione l'Africano, de Carmine Gallone (1937) - Il feroce Saladino, de Mario Bonnard (1937) - Il conte di Bréchard, de Mario Bonnard (1937) - Il torrente, de Marco Elter (1938) - Ettore Fieramosca, de Alessandro Blasetti (1938) - Giuseppe Verdi, de Carmine Gallone (1938) - Orgoglio, de Marco Elter (1938) - Sotto la croce del Sud, de Guido Brignone (1938) - Piccoli naufragi, de Falvio Calzavara (1939) - La grande luce, de Carlo Campogalliani (1939) - Traversata nera, de Domenico Gambino (1939) - Retroscena, de Alessandro Blasetti (1939) - Lotte nell'ombra, de Domenico Gambino (1939) - Fanfulla Da Lodi, de Carlo Duse y Giulio Antamoro (1939) - Incanto di mezzanotte, de Mario Baffico (1940) - Arditi civili, de Domenico Gammino (1940) - Un'avventura di Salvator Rosa, de Alessandro Blasetti (1940) - Il segreto di Villa Paradiso, de Domenico Gambino (1940) - La fanciulla di Portici, de Mario Bonnard (1940) - Melodie eterne, de Carmine Gallone (1940) - Il cavaliere di Kruja, de Carlo Campogalliani (1940) - Sin novedad en el Alcázar, de Augusto Genina (1940) - Abbandono, de Mario Mattoli (1940) - Il re del circo, de Hans Hinrich (1941) | - Beatrice Cenci, de Guido Brignone (1941) - Leggenda della Primavera, de Giorgio W. Chili (1941) - La compagnia della teppa, de Corrado D'Errico (1941) - Il bravo di Venezia, de Carlo Campogalliani (1941) - Villa da vendere, de Ferruccio Cerio (1941) - Il signore a doppio petto, de Flavio Calzavara (1941) - I promessi sposi, de Mario Camerini (1941) - Capitan Tempesta, de Corrado D'Errico (1942) - Il leone di Damasco, de Corrado D'Errico y Enrico Guazzoni (1942) - Una signora dell'Ovest, de Carlo Koch (1942) - Giarabub, de Goffredo Alessandrini (1942) - I due Foscari, de Enrico Fulchignoni (1942) - Bengasi, de Augusto Genina (1942) - Don Giovanni, de Dino Falconi (1942) - Don Cesare di Bazan, de Riccardo Freda (1942) - Pazzo d'amore, de Giacomo Gentilomo (1943) - Inviati speciali, de Romolo Marcellini (1943) - La valle del diavolo, de Mario Mattoli (1943) - Spie tra le eliche, de Ignazio Ferronetti (1943) - Musica proibita, de Carlo Campogalliani (1943) - L'usuraio, de Harry Hasso (1943) - Silenzio, si gira!, de Carlo Campogallini (1943) - Nebbie sul mare, de Marcello Pagliero (1943) - Tempesta sul golfo, de Gennaro Righelli (1943) - Avanti a lui tremava tutta Roma, de Carmine Gallone (1946) - La monaca di Monza, de Renato Pacini (1947) - Antonio di Padova, de Pietro Francisci (1949) - Totò sceicco, de Mario Mattoli (1950) - Messalina, de Carmine Gallone (1951) - Camicie rosse, de Goffredo Alessandrini (1952) - Don Camillo, de Julien Duvivier (1952) - La colpa di una madre (1952) - Puccini, de Carmine Gallone 1953 - Il mostro dell'isola, de Roberto Bianchi Montero (1953) - Tradita, la notte delle nozze, de Mario Bonnard (1954) - Le due orfanelle, de Giacomo Gentilomo (1954) - Il padrone sono me!, de Franco Brusati (1955) - Don Camillo e l'onorevole Peppone, de Carmine Gallone (1955) - Moglie e buoi..., de Leonardo De Mitri (1956) |